# 曹時聘
曹時聘（1544年—1609年），字希尹，号嗣山，直隸真定府獲鹿縣人，明朝政治人物、水利專家。

## 生平
赞皇县学生，隆慶四年（1570年）順天府鄉試第三十四名舉人。隆慶五年（1571年）聯捷辛未科會試第一百四十五名，二甲第十四名進士。歴南兵、北户二曹郎，出守临洮府，萬曆八年（1580年）二月因違例馳驿被巡抚弹劾，逮治，革职为民。後改降官三级。起補推官，历太原府同知，萬曆十三年（1585年）升凤阳府知府，十七年二月擢升山东按察副使济宁兵备，二十年升布政司右參政，七月移徐州兵备道，管理河道。二十二年正月擢湖廣按察使、备兵苏松常镇，二十五年三月加右布政使兼副使、照旧备吴中兵，二十六年冬升广东左布政使，未任，次年正月改湖广左布政使兼副使，仍管苏松兵备事。万历二十九年（1601年）授都察院右僉都御史、应天巡抚。万历三十二年（1604年）十月，任工部右侍郎兼右佥都御史，总理河道提督军务。三十七年三月卒，賜祭葬。

## 家族
曾祖曹瑀，壽官；祖父曹芳，醫學正科；父曹椿，貢士。母高氏。重庆下。